# John Darragh
John Darragh (ur. 1772, zm. 13 maja 1828) – amerykański kupiec i polityk. Sprawował urząd burmistrza Pittsburgha od 1817 do 1825 roku.

## Życiorys
Urodził się w Irlandii i w młodości wyemigrował do Pittsburgha. Swoją karierę rozpoczął jako kupiec na 4 Alei pomiędzy Wood Street a Smithfield Street w Pittsburghu. Osiągnął sukces jako kupiec, dzięki czemu został później prezesem banku w Pittsburghu.
Został burmistrzem Pittsburgha 13 stycznia 1817 roku po nagłym przejściu na emeryturę Ebenezera Denny z powodów zdrowotnych. Jako burmistrz zlecił budowę chodników jak i systemu odwadniania ulic.